# Tempo di assestamento

## Definizione
Nell'analisi dei sistemi di controllo si definisce tempo di assestamento il tempo necessario alla risposta per portarsi definitivamente a valori vicini al valore di regime. Più precisamente dato in ingresso ad un sistema dinamico asintoticamente stabile un riferimento a gradino, si definisce tempo di assestamento il tempo necessario perché la risposta entri in una certa fascia vicina al valore di regime (in genere si fa riferimento a scostamenti del 2% o 5%) senza più uscirne.